# Chris Bumstead
Christopher Adam Bumstead, plus connu sous le nom de Chris Bumstead et surnommé CBum, né le 2 février 1995 à Ottawa (Canada), est un culturiste canadien.
Chris Bumstead est l'actuel champion du Mr. Olympia dans la catégorie Classic Physique, remportant ce titre six fois de suite entre 2019 et 2024. Il doit également sa réputation à sa large présence sur les réseaux sociaux où celui-ci partage son quotidien lié au culturisme.

## Biographie
Chris Bumstead naît le 2 février 1995 à Ottawa, dans la province de l'Ontario, au Canada. 
Au lycée, il s'implique dans de multiples sports tels que l'escrime, le football, le baseball, le basketball et le hockey. Il commence la musculation à l'âge de 14 ans. Entre la classe de troisième et de terminale, il passe de 77 à 102 kg, augmentant surtout le volume de ses jambes. Il fréquente l'université Dalhousie à Halifax, en Nouvelle-Écosse. 
Après avoir acquis, d'après lui, un bon physique, il rencontre alors son premier coach, le culturiste professionnel Iain Valliere, qui était à l'époque en relation avec sa soeur. Le 19 octobre 2022, lui et Iain Valliere annoncent tous les deux qu'ils ne travailleront plus ensemble pour que chacun puisse se concentrer sur leur compétition au Mr. Olympia. Peu de temps après, il révèle qu'il va collaborer avec un nouvel entraîneur pour sa préparation à l’Olympia 2022 : le célèbre nutritionniste Hany Rambod.
Le 22 octobre 2022, dans une vidéo publiée sur YouTube, il plaisante en disant : « Le secret est dévoilé. » Cette déclaration est humoristique car des rumeurs circulaient depuis plusieurs semaines sur la collaboration entre lui et Hany Rambod. Cette décision conjointe a été prise dans l'intérêt des deux athlètes. Iain Valliere peut se concentrer sur lui-même en tant qu'athlète, tandis que Chris Bumstead peut travailler avec un entraîneur axé sur ses besoins.

## Carrière
Lors de son adolescence, le culturisme n'est qu'un loisir pour Chris Bumstead. Il pratique de nombreux sports, du football au baseball, en passant par le basket-ball et le hockey sur glace. La pratique de ces sports développe chez lui l'intérêt pour l'athlétisme. Il commence à faire de l'haltérophilie au cours de sa première année d'école secondaire. Le petit ami de sa sœur, Iain Valliere, voit alors le potentiel de Chris Bumstead et décide de l'aider à se préparer à la compétition. Alors que ses objectifs en matière de culturisme se précisent, il déclare : « Tout à coup, je me suis retrouvé deuxième à Mr. Olympia. »
Le premier spectacle de culturisme de Chris Bumstead est un spectacle de niveau régional en Ontario, auquel il participe avec sa sœur, Melissa Valliere. Ils remportent tous deux le classement général, Chris Bumstead ayant gagné en tant que junior. Il se découvre alors une passion pour le culturisme après son premier spectacle. Il commence donc à travailler avec Iain Valliere et consacre sa vie à ce sport.
Il fait ses débuts en compétition en 2014 à l'âge de 19 ans et obtient sa carte professionnelle IFBB à l'âge de 21 ans après avoir remporté le IFBB North American Championships 2016. Il impressionne la foule et les juges lors de son premier Mr. Olympia en 2017, remportant la deuxième place dans la catégorie Classic Physique,. Ses résultats sont les mêmes lors de la compétition Mr. Olympia 2018, bien que son état ait empiré par rapport à l'année précédente. Chris Bumstead est hospitalisé quatre semaines après la compétition de 2018 en raison d'une grave rétention d'eau. Il passe trois nuits aux urgences et se voit administrer un diurétique puissant pour évacuer le potassium en raison d'un problème rénal.
Il remporte les compétitions Mr. Olympia 2019, 2020, 2021, 2022, 2023 et 2024, ce qui fait de lui le champion en titre du Classic Physique masculin. Le 12 octobre 2024, après avoir remporté son 6e titre olympique consécutif, il annonce sa retraite du culturisme de compétition lors de son discours d'acceptation du titre olympique de 2024,,.
Le 13 septembre 2021, il signe un contrat avec RAW Nutrition, une société de suppléments. Depuis lors, il a créé sa série de signatures, vendant des suppléments de gymnastique tels que des pré-entraînements et des poudres protéinées.
Dans une story Instagram publiée le 6 septembre 2024, Chris Bumstead laisse entendre qu'une annonce importante serait révélée dans trois jours. Ce jour-là, il poste une autre story, révélant qu'il devient à la fois copropriétaire et athlète de l'entreprise Gymshark.

## Palmarès
- 2016 - IFBB North American Championships, catégorie poids lourd - 1er[12]
- 2016 - IFBB Dayana Cadeau Classic, Classic Physique - 3e[13]
- 2017 - IFBB Pittsburgh Pro, Classic Physique - 1er[14]
- 2017 - IFBB Toronto Pro, Classic Physique - 1er[15]
- 2017 - Mr. Olympia, Classic Physique - 2e[6]
- 2018 - Mr. Olympia, Classic Physique - 2e[7]
- 2019 - Mr. Olympia, Classic Physique - 1er[16]
- 2020 - Mr. Olympia, Classic Physique - 1er[16]
- 2021 - Mr. Olympia, Classic Physique - 1er[17]
- 2022 - Mr. Olympia, Classic Physique - 1er[18]
- 2023 - Mr. Olympia, Classic Physique - 1er[19]
- 2024 - Mr. Olympia, Classic Physique - 1er[8]